# Ruillé-sur-Loir
Ruillé-sur-Loir era una comuna francesa situada en el departamento de Sarthe, de la región de Países del Loira, que el 1 de enero de 2017 pasó a ser una comuna delegada de la comuna nueva de Loir-en-Vallée al fusionarse con las comunas de La Chapelle-Gaugain, Lavenay y Poncé-sur-le-Loir.

## Demografía
| Gráfica de evolución demográfica de Ruillé-sur-Loir entre 1800 y 2013 |
|                                                                       |

Los datos demográficos contemplados en este gráfico de la comuna de Ruillé-sur-Loir se han cogido de 1800 a 1999 de la página francesa EHESS/Cassini, y los demás datos de la página del INSEE.